# Berdeksznie
Berdeksznie (lit. Birdekšniai) – wieś na Litwie, w okręgu uciańskim, w rejonie ignalińskim, w starostwie Rymszany.

## Historia
W czasach zaborów wieś leżała w granicach Imperium Rosyjskiego.
W dwudziestoleciu międzywojennym wieś leżała w Polsce, w województwie nowogródzkim (od 1926 w województwie wileńskim), w powiecie brasławskim (od 1926 w powiecie święciańskim), w gminie Rymszany.
Według Powszechnego Spisu Ludności z 1921 roku zamieszkiwały tu 44 osoby, wszystkie były wyznania rzymskokatolickiego. Jednocześnie 12 mieszkańców zadeklarowało polską przynależność narodową a 32 litewską. Było tu 10 budynków mieszkalnych. W 1931 w 10 domach zamieszkiwało 41 osób.
Wierni należeli do parafii rzymskokatolickiej w Rymszanach. Miejscowość podlegała pod Sąd Grodzki w m. Turmont i Okręgowy w Wilnie; właściwy urząd pocztowy mieścił się w Rymszanach.